# Système de 55
Le système de 55 (55年体制, gojūgonen taisei) est le nom donné au Japon à la domination qu'exerce le Parti libéral-démocrate de 1955 à 1993 sur la vie politique du pays. Les premiers ministres sont alors issus des rangs de cette formation. Durant la période précédemment mentionnée, le parti a été au pouvoir de manière quasi ininterrompue. Il ne fut pas au pouvoir durant un intermède de 10 mois entre 1993 et 1994, puis durant trois ans à partir du 30 août 2009, à la suite de sa défaite aux législatives.